# 政策科学研究所
政策科学研究所（せいさくかがくけんきゅうじょ）は、かつて存在した自由民主党の派閥。 通称は政科研または、中曽根派→渡辺派→旧渡辺派→村上派。

## 歴史

### 中曽根派

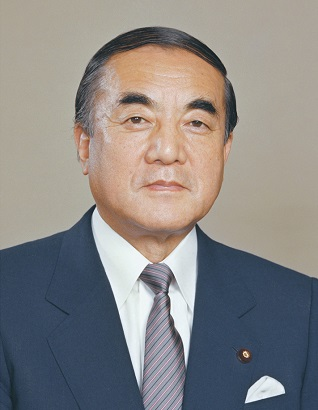
中曽根康弘

鳩山一郎の側近であった河野一郎の春秋会が起源である。河野死後の1966年、佐藤栄作を支持するかしないかで派が分裂する。佐藤不支持のメンバーは中曽根康弘を中心とした「新政同志会」（中曽根派）を結成し、中曽根、中村梅吉、野田武夫らによる集団指導体制の後、1968年12月に中曽根が会長となるが、その間に派閥は佐藤政権支持を打ち出して主流派となる。
誕生経緯から、鳩山民主党内・非岸派が派閥を結成したとも言えるため（岸派の後身・福田派は佐藤総裁を支持した）他の派閥に比べて領袖の影響力が弱く寄り合い所帯としての性格が強い状態でスタートした。
1972年の総裁選では田中角栄を支持、1974年には角栄の天敵、三木武夫内閣を支持して主流派入りするも、三木おろしに絡み、6派による挙党協が結成されると、三木政権に協力する派閥は総裁派閥の三木派以外では中曽根派のみになった。
1979年の四十日抗争では福田派・三木派と共に非主流派連合を形成したが、ハプニング解散では土壇場で非主流派を離脱し主流派入り。以上のように中曽根派は風見鶏と揶揄された中曽根のもと、巧みな党内遊泳を見せ、その結果1982年には中曽根が首相に就任し総裁派閥となった。
派閥解消の流れに乗り、1978年から派閥名を「政策科学研究所」（政科研）に改称（事務局は砂防会館内）。中曽根が首相在任中、派内では渡辺美智雄の温知会系（武藤嘉文、山崎拓、越智伊平など）と藤波孝生の新生クラブ系（野田毅、佐藤文生など）の活動が活発となり、渡辺、藤波が派の後継者として主導権争いを始める。
リクルート事件で藤波が失脚すると、中曽根も離党に追い込まれ、渡辺が謹慎中に反渡辺の宇野宗佑が緊急登板で首相に就任するも参院選に敗北して短命政権に終わる。1990年2月、当時の中曽根派会長である櫻内義雄から禅譲される形で渡辺派が誕生した。

### 渡辺派(旧渡辺派)

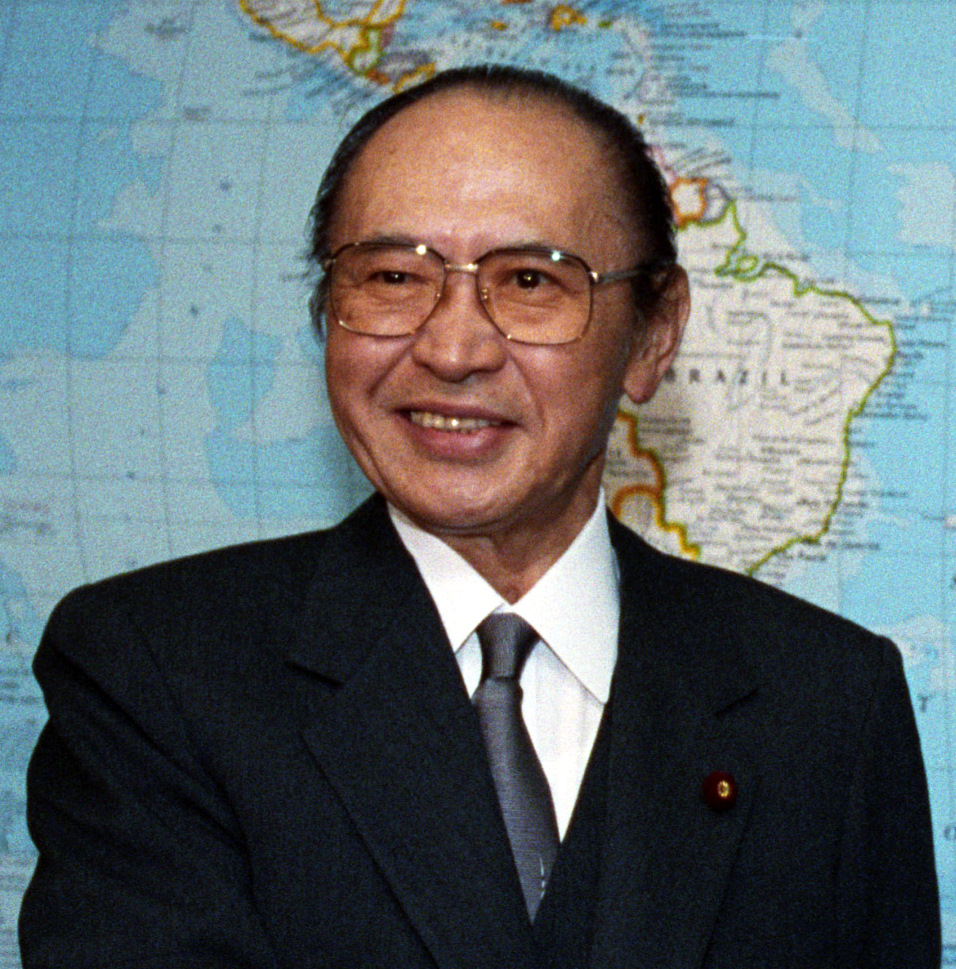
渡辺美智雄

会長に就任した渡辺美智雄だったが、派内は依然として派閥オーナーである中曽根康弘の影響下に置かれた。中堅・若手議員はほぼ渡辺の影響下にあったが、佐藤孝行、中尾栄一、松永光ら幹部は渡辺と同格意識が強く、江藤隆美は「俺はミッチーさんの子分ではない」などと公然と言い放っていた。中曽根が自民党に復党し渡辺派最高顧問に就任すると、渡辺もそれを無視できず、中曽根の意見を取り入れた派閥運営を求められることになった。渡辺は1991年、1993年の自由民主党総裁選挙に出馬するも、いずれも敗北した。
自民党が野党に転落する前後から、渡辺派の迷走が始まる。まず、1993年7月、宮澤内閣不信任決議案の採決において、山口敏夫、大石千八、石破茂、笹川堯ら、派内から造反者が続出。選挙後の同年12月に石破、笹川、大石正光の3人が自民党を離党したのを皮切りに、翌1994年にも柿澤弘治、佐藤静雄、新井将敬といった渡辺が面倒を見てきた若手議員の自民党離党や派閥離脱が相次ぎ、渡辺の手腕が疑問視され始める。首相就任を悲願としていた渡辺は、1994年4月の細川政権崩壊後に新生党の小沢一郎から自派の議員を50人程度引き連れて離党してきたら連立政権の新たな首班として内閣総理大臣指名選挙で推すと誘われ、本気で離党を考えたが、多数派工作が進まず断念。この誘いに一時乗ってしまったことで、渡辺の党内における名声は落ちてしまった。6月には自民党と日本社会党の連立合意による村山富市への首班指名に中曽根と共に造反し、海部俊樹に投票。派閥オーナーの中曽根は派閥幹部の佐藤や江藤から公然と「中曽根さん、あんたはもう高崎へ帰りなさいよ!」などと罵倒され、領袖である渡辺も同様に吊るし上げを受けた。
渡辺は首相の座を目指す中、1995年9月15日に病没する。渡辺の死後、政科研は特定の政治的指導者（総理候補）を持たず、中曽根を最高顧問（会長代行）とした佐藤、中尾、武藤らによる集団指導体制となり、旧渡辺派と呼ばれるようになった。
1998年11月30日、中堅・若手を中心とする山崎拓グループ37名が旧渡辺派から独立し、近未来政治研究会（山崎派）を結成。これは、総理・総裁候補に認めて欲しい山崎と、それを認めない中曽根系のベテランとの深い溝が原因であった。

### 村上派

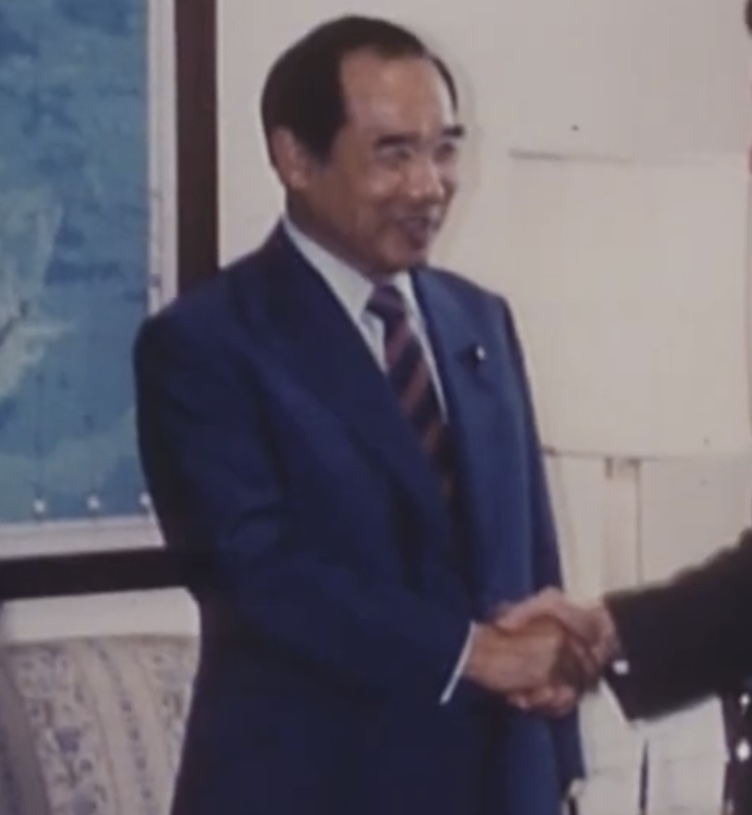
村上正邦

山崎グループが離脱した後、少数派閥に転落した旧渡辺派は、「参院のドン」と呼ばれ参議院の実力者となっていた村上正邦が1998年12月に新会長に就任して村上派となった。なお、参議院議員の自民党派閥領袖は史上初であり、後を含めても村上と山東昭子（番町政策研究所）の2人だけである。それから間もない1999年3月18日に、前年9月に三塚派から離脱していた亀井静香グループと対等合併し、志帥会（村上・亀井派）を結成。これにより政科研は消滅し、新政同志会から続いた長い歴史に幕を下ろした。

## 志帥会結成時の構成

### 衆議院議員
- 原健三郎（20回、比例近畿）
- 中曽根康弘（19回、比例北関東）
- 櫻内義雄（18回、比例中国）
- 佐藤孝行（11回、比例北海道）
- 中尾栄一（11回、山梨1区）
- 松永光（10回、埼玉1区）
- 武藤嘉文（10回、岐阜3区）
- 木部佳昭（10回、静岡7区）
- 越智伊平（10回、比例四国）
- 中山正暉（9回、比例近畿）
- 江藤隆美（9回、宮崎2区）
- 谷洋一（8回、兵庫5区）
- 与謝野馨（7回、東京1区）
- 島村宜伸（7回、東京16区）
- 稲垣実男（7回、比例東海）
- 牧野隆守（5回、福井2区）
- 伊吹文明（5回、京都1区）
- 佐藤静雄（3回、北海道4区）
- 衛藤晟一（3回、比例九州）
- 米田建三（2回、比例南関東）
- 萩山教嚴（2回、比例北陸信越）
- 柳本卓治（2回、比例近畿）
- 西川公也（1回、栃木2区）
- 渡辺喜美（1回、栃木3区）
- 吉田六左ェ門（1回、新潟1区）
- 阪上善秀（1回、比例近畿）
- 能勢和子（1回、比例中国）

### 参議院議員
- 村上正邦（4回、比例区）
- 中曽根弘文（3回、群馬県）
- 矢野哲朗（2回、栃木県）
- 石渡清元（2回、神奈川県）
- 加藤紀文（2回、岡山県）
- 小山孝雄（1回、比例区）
- 依田智治（1回、比例区）

## 政科研時の離脱者
- 山中貞則
1974年に脱会。1978年に復会。1998年11月30日に近未来政治研究会旗揚げに参加するが、1999年に離脱して志帥会出戻り。
- 河野洋平、大石武一
1976年に自民党離党。新自由クラブに参加。
- 中西啓介
木曜クラブへ移籍。
- 沢田一精
1989年に自民党離党。復党後は三塚派へ移籍。
- 野末陳平
1993年に自民党離党。新生党に参加。
- 小坂憲次
1993年、自民党離党。新生党結党に参加。
- 大石正光、石破茂、笹川堯
1993年に自民党離党。改革の会に参加。
- 山口敏夫
1993年に自民党離党。
- 星野朋市
1994年に自民党離党。新生党に参加。
- 野田毅
1994年に自民党離党。高志会に参加。復党後は近未来政治研究会に入会。
- 新井将敬
1994年に自民党離党。自由党結成に参加。自民党復党後は清和政策研究会に入会。
- 柿澤弘治
1994年に自民党離党。自由党結成に参加。自民党復党後は復会するが、近未来政治研究会旗揚げに参加し、離脱。
- 平井卓志
1995年に自民党離党。
- 稲葉大和
1997年に脱会。近未来政治研究会旗揚げに参加。

- 山崎拓
- 甘利明
- 遠藤武彦
- 大石秀政
- 大野功統
- 奥谷通
- 亀井善之
- 岸本光造
- 木村義雄
- 国井正幸
- 倉成正和
- 小杉隆
- 佐藤剛男
- 自見庄三郎
- 関谷勝嗣
- 武部勤
- 田中和徳
- 田野瀬良太郎
- 月原茂皓
- 林幹雄
- 原田義昭
- 深谷隆司
- 森田健作
- 渡辺具能

1998年12月、近未来政治研究会旗揚げに参加
- 桜井郁三、浜田靖一、山口俊一
1998年12月に離脱。

### その他
- 青木正久
- 秋山肇
- 阿部喜元
- 天野光晴
- 稲葉修
- 稲村佐近四郎
- 稲村利幸
- 上草義輝
- 上村千一郎
- 宇野宗佑
- 合馬敬
- 大石千八
- 大河原太一郎
- 大島友治
- 小此木彦三郎
- 鍵田忠三郎
- 片岡清一
- 片岡武司
- 唐沢俊樹
- 唐沢俊二郎
- 木村武千代
- 倉成正
- 小坂善太郎
- 斎藤文夫
- 佐々木満
- 佐藤文生
- 寺内弘子
- 内藤誉三郎
- 長野祐也
- 中村梅吉
- 中村靖
- 楢橋進
- 成相善十
- 野田武夫
- 野中英二
- 八田貞義
- 鳩山威一郎
- 林大幹
- 檜垣徳太郎
- 東力
- 藤波孝生
- 堀之内久男
- 松田竹千代
- 光武顕
- 湊徹郎
- 森下元晴
- 山岡謙蔵
- 湯川宏
- 渡辺秀央
- 渡辺美智雄